# Chorizopes tikaderi
Chorizopes tikaderi là một loài nhện trong họ Araneidae.
Loài này thuộc chi Chorizopes. Chorizopes tikaderi được miêu tả năm 1974 bởi Sadana & Kaur.